# كريستيان هاس (عداء سريع)
كريستيان هاس (بالألمانية: Christian Haas)‏ هو عداء سريع ألماني، ولد في 22 أغسطس 1958 في نورنبرغ في ألمانيا.

## وصلات خارجية
- كريستيان هاس على موقع الاتحاد الدولي لألعاب القوى (الإنجليزية)
- كريستيان هاس على موقع اللجنة الأولمبية الدولية (الإنجليزية)
- كريستيان هاس على موقع أوليمبيديا (الإنجليزية)